# Woodiphora palpatrix
Woodiphora palpatrix är en tvåvingeart som först beskrevs av Günther Enderlein 1912.  Woodiphora palpatrix ingår i släktet Woodiphora och familjen puckelflugor. Inga underarter finns listade i Catalogue of Life.